# Postument

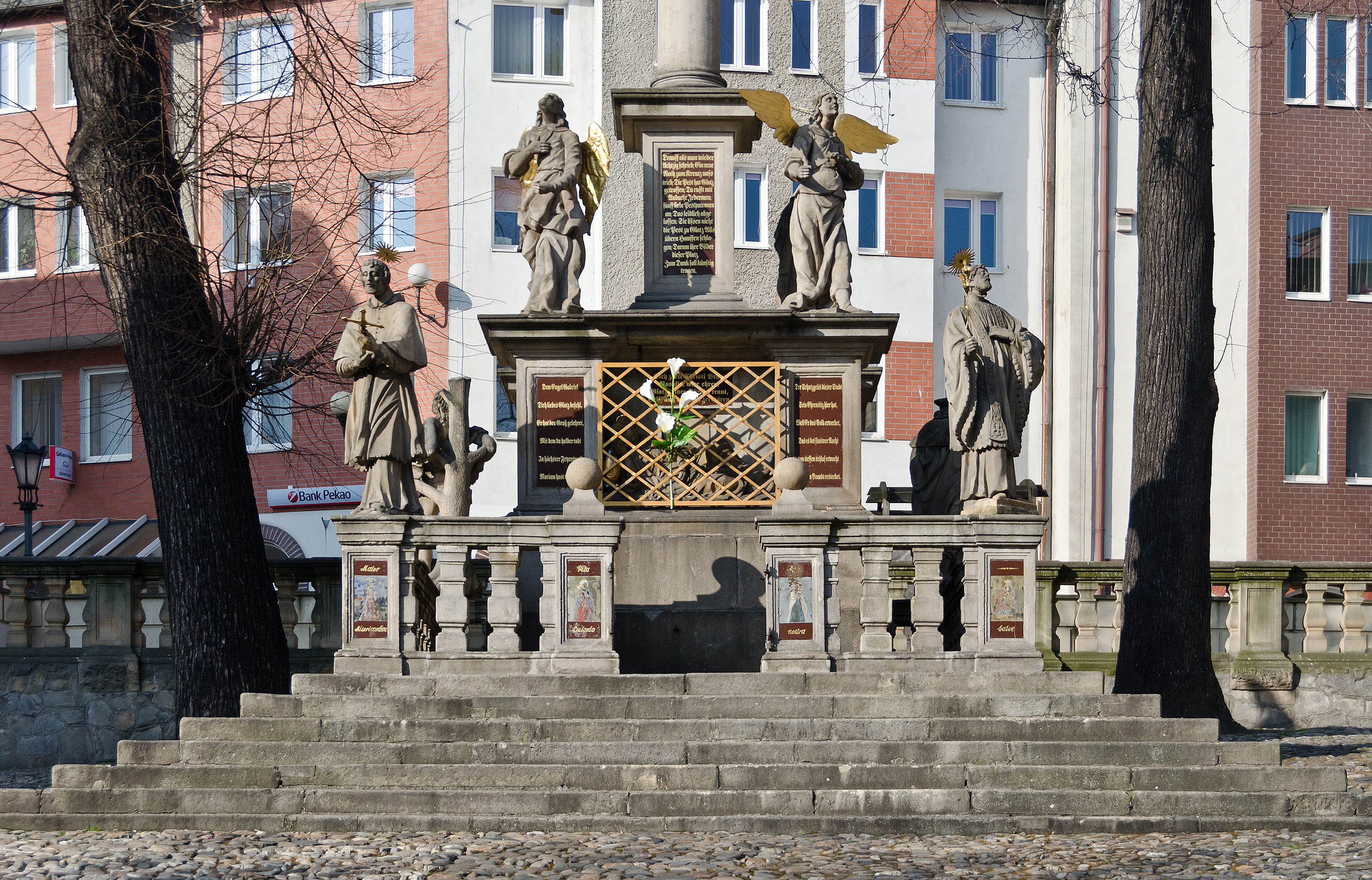
Postument kolumny maryjnej w Kłodzku

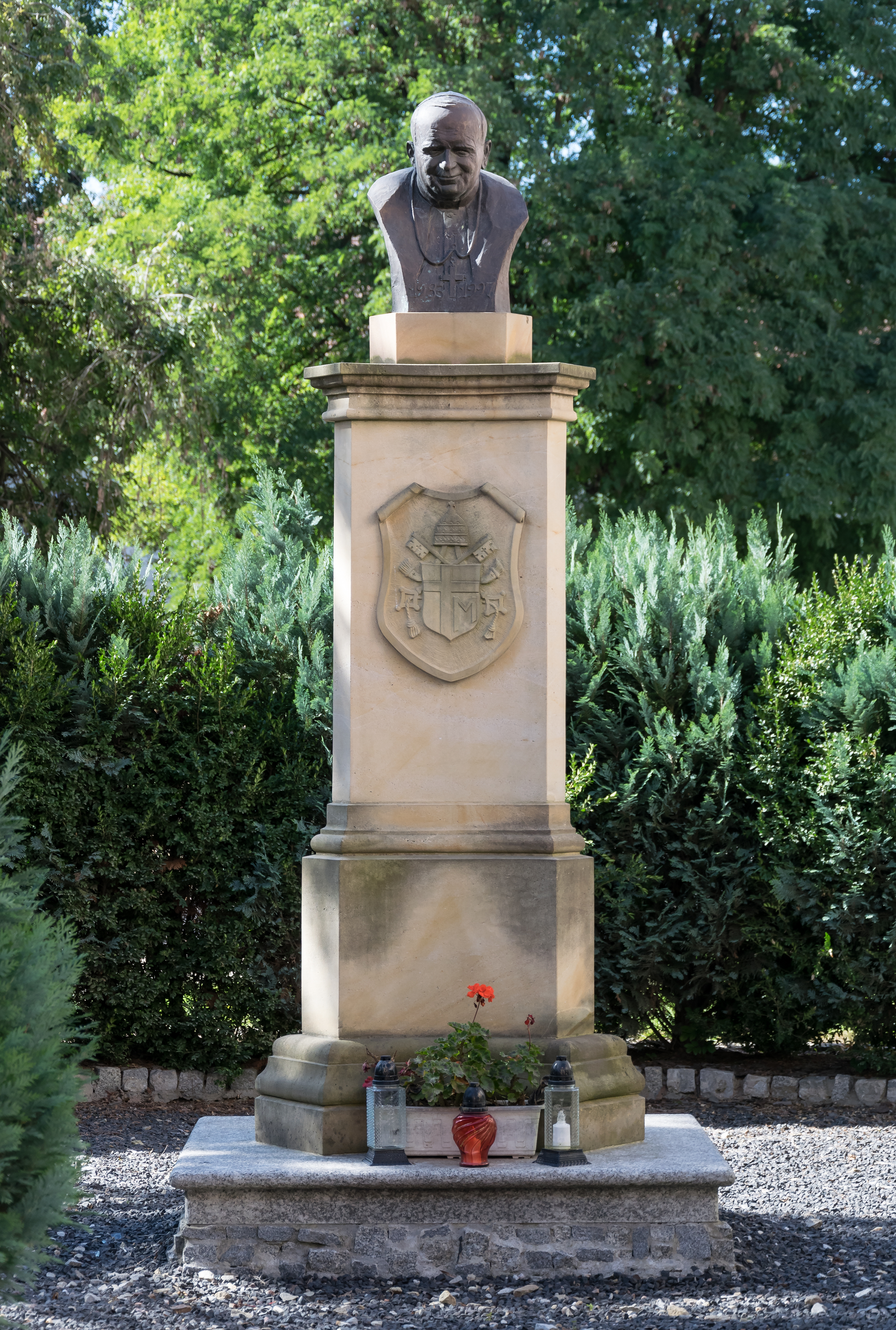
Postument z popiersiem Jana Pawła II

Postument – piedestał, podstawa, element małej formy architektonicznej, służący do umieszczenia na nim innego (właściwego) elementu dekoracyjnego. Postument często mylony jest z cokołem, który ma szersze znaczenie pojęciowe.
W porządkach architektonicznych architektury klasycznej jego proporcje były ściśle określone, składał się z własnego cokołu, korpusu i gzymsu.